# جيمس وولف
كان جيمس وولف (2 يناير 1727-13 سبتمبر 1759) ضابطًا في الجيش البريطاني اشتهر بإصلاحاته التدريبية؛ ويُذكَر بشكل رئيسي لانتصاره في عام 1759 على الفرنسيين في معركة سهول أبراهام في كيبيك بصفته لواءً. وولف هو نجل الجنرال المتميز إدوارد وولف. تلقى مهمته الأولى في سن مبكرة، وشهد خدمة واسعة في أوروبا خلال حرب الخلافة النمساوية. لفتت خدمته في فلاندرز واسكتلندا، حيث شارك في قمع تمرد اليعاقبة، انتباه رؤسائه. أوقفت معاهدة السلام لعام 1748 التقدم في حياته المهنية، وقضى معظم السنوات الثماني التالية في مهمة حامية في المرتفعات الاسكتلندية. كان وولف بالفعل لواءً رائدًا يبلغ من العمر 18 عامًا، وحصل على رتبة مقدم في الثالثة والعشرين من عمره.
أتاح اندلاع حرب السنوات السبع في عام 1756 فرصًا جديدة لوولف للتقدم. أدى دوره في المداهمة الفاشلة على روشفور في عام 1757 إلى تعيينه من قبل ويليام بيت نائب قائد مهمة استكشافية للاستيلاء على قلعة لويسبورغ. أصبح وولف قائدًا لقوة أبحرت عبر نهر سانت لورانس للاستيلاء على مدينة كيبيك بعد نجاح حصار لويسبورغ. هزم وولف قوة فرنسية تحت قيادة ماركيز دي مونتكالم بعد حصار طويل، مما سمح للقوات البريطانية بالاستيلاء على المدينة. قُتل وولف في ذروة معركة سهول أبراهام بسبب إصابته بثلاث كرات بندقية، ومات مونتكالم أيضًا في اليوم التالي.
أدى دور وولف في الاستيلاء على كيبيك في عام 1759 إلى اكتسابه شهرة دائمة؛ وأصبح رمزًا لانتصار بريطانيا في حرب السنوات السبع والتوسع الإقليمي اللاحق. صوِّر وولف في لوحة مقتل الجنرال وولف، التي اشتهرت حول العالم. أُطلق على وولف بعد وفاته لقب «بطل كيبيك» و«فاتح كيبيك» و«فاتح كندا» أيضًا؛ إذ أدى الاستيلاء على كيبيك مباشرة إلى احتلال مونتريال، مما أدى إلى إنهاء السيطرة الفرنسية على مستعمرة كندا.

## بداية حياته
وُلِد جيمس وولف في مقر الكاهن المحلي في 2 يناير 1727 حسب التقويم الجديد، أو 22 ديسمبر 1726 حسب التقويم القديم، في ويسترهام بكينت. كان وولف الابن الأكبر، من بين اثنين، للعقيد (الفريق لاحقًا) إدوارد وولف، وهو جندي مخضرم كانت عائلته من أصل أنجلو أيرلندي، ولوالدته هنريتا تومبسون. كان عمه السياسي المرموق إدوارد تومبسون عضوًا في البرلمان. احتُفِظ بمنزل طفولة وولف في ويسترهام، الذي عُرِف خلال حياته باسم سبايرز، في ذكراه من قبل مؤسسة التراث القومي تحت اسم منزل كيبيك. استقرت عائلة وولف منذ فترة طويلة في أيرلندا، وكان يتواصل بانتظام مع عمه الرائد والتر وولف في دبلن. كان ستيفن وولف، السياسي الأيرلندي المتميز والقاضي في القرن التالي، من أفراد العائلة في ليمريك. كان والده ابن عم جيمس وولف الثالث.
كانت عائلة وولف قريبة من عائلة وارد، التي كانت تعيش في قصر سكويريز كورت في ويسترهام. حقق صديق طفولته جورج وارد شهرة كقائد أعلى للقوات المسلحة في أيرلندا.
انتقلت العائلة إلى غرينتش في شمال غرب كينت حوالي عام 1738. كان وولف متجهًا للعمل العسكري منذ سنواته الأولى، فانضم كمتطوع إلى فوج المشاة البحرية الأول لوالده في الثالث عشرة من عمره.
منعه المرض من المشاركة في رحلة استكشافية كبيرة ضد قرطاجنة الخاضعة للسيطرة الإسبانية في عام 1740، وأرسله والده إلى المنزل بعد بضعة أشهر. فاته ما ثبت أنه كارثة للقوات البريطانية عند حصار قرطاجنة أثناء حرب أذن جينكنز، والتي مات فيها معظم أفراد الحملة بسبب المرض.

## الخدمة في وقت السلم (1748-1756)
أُرسِل وولف بعد عودته إلى الوطن إلى اسكتلندا للعمل في الحامية، وأصبح رائدًا بعد عام من الخدمة، إذ تولى قيادة الفوج 20 المتمركز في إستيرلينغ، وعُيِّن في عام 1750 برتبة مقدم في الفوج.
كتب وولف منشورات عسكرية خلال السنوات الثماني التي قضاها في اسكتلندا، وأصبح بارعًا في اللغة الفرنسية نتيجة لرحلاته العديدة إلى باريس. بذل وولف جهدًا للحفاظ على لياقته العقلية من خلال تعليم نفسه اللاتينية والرياضيات؛ وذلك على الرغم من معاناته من مشاكل صحية اشتُبِه في أنها عوارض لمرض السل. عمل وولف على تدريب جسده عندما كان قادرًا على ذلك، وعمل بشكل خاص على دفع نفسه لتحسين مهارته في المبارزة.
حصل وولف على إجازة طويلة في عام 1752. غادر اسكتلندا، فذهب أولًا إلى أيرلندا ومكث مع عمه في دبلن. زار بلفاست وذهب بجولة في موقع معركة بوين. حصل على إذن من دوق كمبرلاند للسفر إلى الخارج بعد توقف قصير في منزل والديه في غرينتش، وعبر القناة الإنجليزية (قناة المانش) إلى فرنسا. استقبله السفير البريطاني في باريس، إيرل ألبيمارل، بشكل متكرر، وعمل معه في اسكتلندا في عام 1746. رتب ألبيمارل أيضًا لقاء لوولف مع لويس الخامس عشر. قدم وولف طلبًا لتمديد إجازته حتى يتمكن من مشاهدة مناورة عسكرية كبيرة أجراها الجيش الفرنسي، ولكنه أُمِر بالعودة إلى وطنه بسرعة، وانضم بعد عودته إلى كتيبته في غلاسكو. جعلت العلاقة المتدهورة بين بريطانيا وفرنسا الحرب وشيكة بحلول عام 1754، واندلع القتال في أمريكا الشمالية بين الطرفين.
اعتُبِر الهروب من الخدمة العسكرية (الفرار)، وخاصة أمام العدو، دائمًا بأنه جريمة يعاقب عليها بالإعدام رسميًا. شدد وولف بشكل خاص على أهمية عقوبة الإعدام، وأمر في عام 1755 بإعدام أي جندي انشق عن صفه العسكري (ترك صفه أو اعتُقِل لذلك) على الفور على يد ضابط أو رقيب.

## الشخصية
اشتهر وولف لدى قواته بأنه متطلب على نفسه وعليهم. كان معروفًا أيضًا بحمله نفس المعدات القتالية التي يحملها جنود المشاة، كالمسكيت، وصندوق الخرطوش وحربة، وهو أمر غير معتاد بالنسبة لضباط تلك الفترة. كان وولف شخصًا نشيطًا وعديم الراحة على الرغم من أنه كان عرضة للمرض. ذكر أمهيرست أن وولف بدا وكأنه في كل مكان في وقت واحد. كانت هناك قصة قالت إنه عندما وصف أحدهم في المحكمة البريطانية العميد الشاب بالجنون، رد الملك جورج الثاني بقوله: «مجنون، أليس كذلك؟ إنني آمل أن يُعدي بعض جنرالاتي الآخرين بهذا الجنون». كان وولف رجلًا مثقفًا، فقال جون روبنسون إن وولف تلا قصيدة رثاء مكتوب في ساحة الكنيسة الريفية قبل معركة سهول أبراهام لضباطه، والتي تضمنت الجملة التالية: «لا تؤدي دروب المجد إلا إلى القبر»، وأضاف: «أيها السادة، كنت أفضل كتابة تلك القصيدة عن احتلال كيبيك غدًا».
اعترف في رسالة إلى والدته عام 1751 أنه ربما لن يتزوج أبدًا بعد تعرضه للرفض، وذكر أنه يعتقد أن الناس يمكن أن يعيشوا بسهولة دون زواج. نُشرت قصة ملفقة بعد وفاة وولف تقول إنه حمل صورة كاثرين لوثر، التي كان من المفترض أن يكون خطيبها، ضمن قلادة معه إلى أمريكا الشمالية، وأنه أعطى القلادة للملازم الأول جون جيرفيس في الليلة التي سبقت وفاته. تقول القصة إن وولف تنبأ بموته في المعركة، وأن جيرفيس أعاد القلادة بأمانة إلى لوثر.